# Kišiněvská municipalita
Kišiněvská municipalita (rumunsky Municipiul Chișinău) je správní územní jednotkou druhého stupně Moldavské republiky. Zahrnuje hlavní město Kišiněv, 6 měst, 12 obcí a 28 vesnic v bezprostředním okolí (předměstí) Kišiněva o celkové rozloze 572 km².
Veřejnou správu Kišiněvské municipality vykonává Městská rada Kišiněva, rady měst a obcí (komun) jako zastupitelské a poradní orgány a generální starosta municipality, starostové měst, obcí (komun) jako zastupitelské a výkonné orgány.

## Seznam obcí
| Obec                                                   | 2004           | 2004     | 2014           | 2014     |
| Obec                                                   | Počet obyvatel | % v mun. | Počet obyvatel | % v mun. |
| Města                                                  | Města          | Města    | Města          | Města    |
| ------------------------------------------------------ | -------------- | -------- | -------------- | -------- |
| Kišiněv (Centru, Buiucani, Râșcani, Botanica, Ciocana) | 589 446        | 82,76    | 532 513        | 80,34    |
| Durlești                                               | 15 394         | 2,16     | 17 210         | 2,60     |
| Codru                                                  | 14 277         | 2,00     | 15 934         | 2,40     |
| Cricova                                                | 9 878          | 1,39     | 10 669         | 1,61     |
| Sîngera (Dobrogea, Revaca)                             | 7 354          | 1,03     | 9 966          | 1,50     |
| Vadul lui Vodă                                         | 4 559          | 0,64     | 5 295          | 0,80     |
| Vatra                                                  | 3 296          | 0,46     | 3 457          | 0,52     |
| Obce                                                   |                |          |                |          |
| Trușeni (Trușeni, Dumbrava)                            | 7 952          | 1,12     | 10 380         | 1,57     |
| Băcioi (Băcioi, Brăila, Frumușica, Străisteni)         | 10 618         | 1,49     | 10 175         | 1,54     |
| Stăuceni (Stăuceni, Goianul Nou)                       | 6 833          | 0,96     | 8 694          | 1,31     |
| Bubuieci (Bubuieci, Bîc, Humulești)                    | 6 748          | 0,95     | 8 047          | 1,21     |
| Grătiești (Grătiești, Hulboaca)                        | 6 242          | 0,88     | 6 183          | 0,93     |
| Ciorescu (Ciorescu, Făurești, Goian)                   | 7 096          | 1,00     | 5 961          | 0,90     |
| Ghidighici                                             | 5 094          | 0,72     | 5 051          | 0,76     |
| Budești (Budești, Văduleni)                            | 5 036          | 0,71     | 4 928          | 0,74     |
| Colonița                                               | 3 340          | 0,47     | 3 367          | 0,51     |
| Tohatin (Tohatin, Buneți, Cheltuitori)                 | 2 487          | 0,35     | 2 596          | 0,39     |
| Cruzești (Cruzești, Ceroborta)                         | 1 655          | 0,23     | 1 815          | 0,27     |
| Condrița                                               | 658            | 0,09     | 595            | 0,09     |
| Celkem bez Kišiněva                                    | 118 517        | 17,24    | 130 323        | 19,66    |
| Celkem                                                 | 712 218        | 712 218  | 662 836        | 662 836  |
| Zdroj:                                                 |                |          |                |          |